# Раджендра
Раджендра Бікрам (Вікрам) (неп. राजेन्द्र विक्रम  3 грудня 1813 — 10 липня 1881) — 5-й король Непал у 1816—1847 роках. В часи регентства було проведено важливі реформи та забезпечено самостійністьдержави. З кінця 1830-х років королівство поринуло в боротьбу кланів, що завершилося заколотом роду Рана, який перебрав владу до 1951 року.

## Життєпис

### Регентство
Походив з династії Шах. Син Гірвана Юдхи Бікрама, короля Непалу, і Горакш'ї. Народився 1813 року в Катманду. У листопаді 1816 року після смерті батька під час епідемії віспи став королем. Невдовзі від віспи померла його мати. Влади як і за попередника зберігав мухтіяр (перший міністр) Бгімсен Тхапа при офіційном регентстві королеви-матері Тріпурасундарі (відома також як Лаліттріпура Сундарадеві) з клану Тхапа. Обидва за допомогою очільника палацової варти Ранвір Сінґха (молодшого брата мухтіяра) тримали короля в ізоляції — він навіть не мав права виходити з палацу без дозволу. Також все робилося, щоб король не мав гарної освіти та відомостей про стан речей поза межами палацу.
Мухтіяр намагався зменшити значення поразки у війні з британцями, хоча дозволив прсиутність резидента в Катманду. Проте ізоліціоністська політика Бгімсена Тхапи звела на нівець спроби Британської Ост-Індської компанії перетворили Непал на свого васала. Разом з тим відсутність допомогу під час війни з боку імперії Цін, під протекторатом якої королівство знаходилося, дали моральну змогу (підкріпленою наявною слабкістю імперії діяти в цьому регіоні) взяти курс на відновлення повної незалежності. До 1811 року Бгімсен Тхапа звів роль британського резидента до статусу звичайного посла, чим суттєво відрізнявся від ситуації з іншими правителями Індостану.
Водночас було поліпшено роботу судової системи, велася жорстка боротьба з хабарництвом чиновників та здирництвом заміндарів; проведено військову реформу за допомогу французьких фахівців, впроваджено систему державних робіт для безробітних, які працювали над будівництвом та обслуговуванням нових фортів (в регіонах Кумаон, Гарвал і Джамуна-Сатледж), мостів, доріг і виробництві боєприпасів; було запроваджено паспортну систему для права увійти до столиці; поліпшено діяльність непальських торгівців шляхом покращення роботи ринків та митниці (доходи від митних зборів протягом 1816—1833 років зросли з 8 тис. нових мохарів до 250 тис. нових мохарів); проводилася рекультивація та іригація пусток; активно розбудовувалася столиця королівства.
1804 року було впроваджено поштову службу (хулакі). З 1807 року розпочата політику на обмеження навернення у рабів боржників та работоргівлю. Поступово їх було скасовано до 1836 року.

### Панування
Раджендра досяг повноліття в 1832 році (тоді ж померла регентша), а в 1837 році оголосив про свій намір правити незалежно від мухтіяра, позбавивши Бгімсена Тхапу його посади, а небожа останнього — Матхабара Сінґха — військової влади, забравши посаду сенака-прабханасенпаті (головнокомандувача непальної армії). Незабаром після цього помер молодший син старшої королеви Самраджіялакшмі — Девендра, а Бгімсена Тхапу заарештували за сфабрикованим звинуваченням в отруєнні принца. Все майно роду Тхапа було конфісковано. Колишного мухтіяра був виправданий після 8-місячного судового розгляду, але в родині Тхапа панував безлад.
Король Раджендра зазвичай описується як слабкий, нездатний і нерішучий правитель. Невдовзі розгоріялася боротьба за вплив і посади між впливовими сановниками Раною Джанг Панде і Рангою Натх Пуд'ялом, які протягом 1837—1840 років зміняли оодин одного на посаді мухтіяра. В цей час Бгімсена Тхапу знову було ув'язнено, який зрештою 1839 року покінчив життя самогубством. В державні справи також активно втручалася старша дружина короля — Самраджа, яка у 1839—1841 року визнала внутрішню політику. Після її смерті значного впливу набула молодша королева — Раджалакшмі. Новим мухтіяром було призначено представника правлячої династії — Фатіх Джанга.
У січні 1843 року Раджендра заявив, що правитиме країною лише за порадою та згодою своєї молодшої королеви Раджалакшмі, і наказав своїм підданим коритися їй. У листопаді того ж року новим мухтіяром став Матхабар Сінґх з клану Тхапа, що викликало нове збурення. В грудні посаду мухтіяра було перейменовано на прем'єр-міністра за британським зразком. 1845 року цю посаду внаслідок нових політичних інтриг отримав Фатіх Джанга.
Тривала внутрішня боротьба між кланами знаті, до якої долучилися члени династії, призвела врешті-решт до «різанини в Коті» 14 вересня 1846 року — заколоту каджі (міністра) Джанг Багадур Кунвара, який в коті (палацовій зброярні) палацу Хануман Дхокі в Катманду під час зборів, викликаних вбивством Гагана Сінґха Бгандарі (фаворита Раджалакшмі), назав знищити 36 вищих цивільних і військових посадовців, зокрема прем'єр-міністра Фатіх Джанга, а також представників знаті, очільників палацової варти. Це призвело до втрати влади кланами Чаутарья (гілка жинастії Шах), Панде, Тхапа та Басн'ят, королем Раджендра та його дружиною Раджалакшмі.
Джанга Багадур Кунвар поклав початок династії Рана, який 15 вересня захопив посаду прем'єр-міністра. Невдовзі було розкрито змову проти останнього, на чолі якої стала Раджалакшмі, що намагалася посадити на трон свого сина Ранендру. Королеву з синами було визнано з Непалу, король Раджендра супроводжував їх до Варанасі. За його відсутності його син Сурендра був призначений принцом-регентом. Після вигнання Раджендра намагався відновити владу, створивши та мобілізувавши армію, але Джанг Багадур дізнався про плани Раджендри та напав на його табір в Алау. 1847 року він був схоплений під час спроби втечі і змушений був зректися трону на користь Сурендри.

### Решта життя
Раджендру привезли до Бактапуру, а пізніше йому було дозволено залишитися в палаці Ханумана Дхока. Колишній король не міг зустрітися з кимось без дозволу прем'єр-міністра, навіть його сини. Король Сурендра мав відвідувати свого батька 1 раз на місяць. До кінця життя Раджендра прожив під домашнім арештом. Помер 1881 року.